# Werner Teichmann
Werner Teichmann (* 8. September 1917 in Leipzig; † 31. Oktober 2007 in Rostock) war ein deutscher Mediziner (Gastroenterologie) und Hochschullehrer an der Universität Rostock.

## Leben
Werner Teichmann war ein Sohn des Studienrates (Dr. phil.) Georg Erwin Teichmann und dessen Frau Christiane Elisabeth, geb. Hörnig. Nach dem 1937 in Glauchau abgelegten Abitur folgte der Reichsarbeitsdienst. Er absolvierte 1939–1943 ein Medizinstudium an der Universität Leipzig und wurde 1943 dort promoviert. Ab 1943 diente er als Arzt im Sanitätsdienst des Heeres, ab 1945 war er als Arzt in sowjetischer Kriegsgefangenschaft, aus der er 1949 zurückkehrte. Ab 1949 war er als Assistenzarzt und ab 1952 als Facharzt für Innere Medizin am Bezirkskrankenhaus St. Georg in Leipzig tätig.
1959 folgte Teichmann dem Ruf als Oberarzt an der Medizinischen Klinik der Universität Rostock. Nach der Habilitation 1961 in Rostock war er nebenher Privatdozent für Innere Medizin an der Universität. 1965 folgte die Ernennung zum 1. Oberarzt der Medizinischen Klinik, zum Leiter der Ambulanz und zum 1. Stellvertreter des Klinikdirektors. 1966 wurde er zum Professor mit Lehrauftrag für Innere Medizin an der Rostocker Universität berufen und ab 1969 zum ordentlichen Professor für Innere Medizin (Gastroenterologie). Seit 1971 war er zudem Leiter der Hauptforschungsrichtung für Gastroenterologie. Beide Funktionen übte er bis zu seiner Emeritierung 1982 aus.
Seine umfangreichen Publikationen befassten sich entsprechend seiner Spezialisierung vor allem mit der Diagnostik, Therapie und Prävention von Erkrankungen des Magen-Darm-Trakts sowie der mit diesem Trakt verbundenen Organe. Nach seiner Emeritierung beschäftigte er sich zudem intensiv mit der Medizingeschichte.
Werner Teichmann war verheiratet mit Gisela Teichmann, geb. Weis (1919–2000), Dr. med. habil. und Professorin für Innere Medizin (Kardiologie) an der Universität Rostock. Ihre Grabstätten befinden sich auf dem Neuen Friedhof in Rostock (Feld UMe 953).

## Mitgliedschaften und Funktionen
- 1965–1967: Sekretär der Arbeitsgemeinschaft für Gastroenterologie und Ernährung in der Gesellschaft für Klinische Medizin der DDR
- 1967–1982: Gründungs- und Vorstandsmitglied der Gesellschaft für Gastroenterologie
- 1971–1974: Vorsitzender der Diplomprüfungskommission des Bereichs Medizin
- 1971–1983: Leiter des Forschungsprojekts bzw. der Hauptforschungsrichtung Gastroenterologie der DDR
- Deutsche Gesellschaft für Innere Medizin
- Deutsche Gesellschaft für Verdauungs- und Stoffwechselkrankheiten
- Internationale Biometrische Gesellschaft[1][2]

## Ehrungen
- 1960:	Hufeland-Medaille
- 1970:	Verdienstmedaille in Bronze der Seeverkehrswirtschaft
- 1977:	Ehrenplakette der Gesellschaft für Klinische Medizin der DDR
- 1982:	Hufeland-Medaille in Gold
- 1988:	Fritz-Gietzelt-Medaille[1][2]

## Schriften (Auswahl)
- Über die Gitterfasern des Thymus und über die myoiden Zellen des Thymus. Dissertation, 1943
- Klinische, klinisch-chemische und statistische Untersuchungen an einem größeren Patientenkollektiv von Hepatitis epidemica. Habilitation, 1961
- Untersuchungen zur Epidemiologie und Klinik der Hepatitis epidemica. VEB Gustav Fischer Verlag, Jena 1962
- mit Gisela Teichmann: Untersuchungen von Harn und Konkrementen. Verlag Volk und Gesundheit, Berlin 1967 (4. Aufl. 1987 / Reprint der 4. Aufl., De Gruyter, Berlin, Boston 2020, ISBN 978-3-11-232986-3)
- Ismar Boas. 1858–1938 Eine biografische Skizze. Veröffentlicht aus Anlass der Einweihung einer Gedenktafel für Ismar Boas in der Charité. Falk Foundation, Freiburg (Breisgau) 1992, ISBN 3-925481-48-6.
- mit Gisela Teichmann: Zur Geschichte der Klinik und Poliklinik für Innere Medizin der Universität Rostock. In: Epidauros. Unabhängige Zeitschrift an der Medizinischen Fakultät der Universität Rostock. Rostock 1994, ZDB-ID 1302779-7
- Die Medizinische Fakultät. In: Mögen viele Lehrmeinungen um die eine Wahrheit ringen. 575 Jahre Universität Rostock. Konrad Reich Verlag, Rostock 1994, ISBN 3-86167-062-3
- Die Ärztefamilie Thierfelder. In: Zeitschrift für ärztliche Fortbildung. Band 88, 1994, ZDB-ID 210142-7
- John Weiss (1773–1843) – ein führender Londoner Instrumentenmacher aus Rostock. In: Beiträge zur Geschichte der Stadt Rostock. Band 23, Hinstorff, Rostock 1999, ZDB-ID 531354-5
- Artikel über Hermann Aubert, Georg Detharding, Georg Christoph Detharding, Christian Ehrenfried Eschenbach, Walther Fischer, Walter Frieboes, Rudolf Kobert, Otto Körner, Oscar Langendorff, Friedrich Martius, Otto Nasse, Karl Friedrich Quittenbaum, Ernst Ruickoldt, Karl Strempel, Albert Thierfelder, Theodor Thierfelder, Samuel Gottlieb Vogel und Kurt Wachholder in:
Angela Hartwig und Tilmann Schmidt (Hrsg.): Die Rektoren der Universität Rostock: 1419–2000. (= Beiträge zur Geschichte der Universität Rostock, Heft 23). Universität, Rostock 2000, ISBN 3-86009-173-5.
- Artikel für das Biographische Lexikon für Mecklenburg